# Deptivka, Konotop
Deptivka (în ucraineană Дептівка) este o comună în raionul Konotop, regiunea Sumî, Ucraina, formată numai din satul de reședință.

## Demografie
Componența lingvistică a comunei Deptivka
     Ucraineană (97,86%)
     Rusă (1,8%)
     Alte limbi (0,26%)
Conform recensământului din 2001, majoritatea populației comunei Deptivka era vorbitoare de ucraineană (97,86%), existând în minoritate și vorbitori de rusă (1,8%).